# جورج فون بلومنتال
جورج فون بلومنتال (بالألمانية: Georg von Blumenthal)‏ (بالبولندية: Jerzy von Blumenthal)‏ هو قسيس بولندي وألماني، ولد في 1490 في Heiligengrabe ‏ في ألمانيا، وتوفي في 5 أكتوبر 1550 في ليبوس في ألمانيا.